# Stubbendorf
Stubbendorf ist eine Gemeinde im Nordosten des Landkreises Rostock in Mecklenburg-Vorpommern (Deutschland). Die Gemeinde wird vom Amt Tessin mit Sitz in der gleichnamigen Stadt verwaltet.

## Geografie
Die Gemeinde Stubbendorf liegt in einem Grundmoränengebiet etwa 30 km östlich von Rostock. In Richtung Südosten fällt das Gelände etwa 20 m zum Recknitztal hin ab. Die nächstgelegenen Kleinstädte sind Tessin und Bad Sülze. Im Nordosten grenzt Stubbendorf an den Landkreis Vorpommern-Rügen.
Zu Stubbendorf gehört der Ortsteil Ehmkendorf. Teilweise im Gemeindegebiet liegt das Naturschutzgebiet Maibachtal.
Umgeben wird Stubbendorf von den Nachbargemeinden Dettmannsdorf im Norden und Osten, Thelkow im Süden sowie Gnewitz im Südwesten.

## Geschichte
Stubbendorf wurde 1371 erstmals als Stubbendorpe erwähnt. In diesem Jahr verpfändete Herzog Albrecht II. von Mecklenburg das Dorf an das Bistum Schwerin.
Gutsbesitzer waren u. a. die Familien von der Lühe (Mittelalter bis frühe Neuzeit) und von Prollius (1802–1945) und war zeitweise ein Nebengut des Hauptgutes von  Dettmannsdorf Es diente früher hauptsächlich der Schafhaltung.

Das neoklassizistische, eingeschossige Herrenhaus  wurde 1904 von Paul Korff für Hellmuth von Prollius errichtet.
1651 und 1751 gab es sechs Bauern im Dorf.  1751
lebten 80 Einwohner im Ort.

Der Maschinenbauer Ernst Alban betrieb von 1827 bis 1829 auf dem Gut Stubbendorf wissenschaftliche und technische Studien. Er war seit 1820 in zweiter Ehe mit der Gutsbesitzertochter Margarete Wendt auf Klein Wehnendorf verheiratet. 1829 kaufte er von seiner Schwiegermutter das dortige Anwesen und gründete darauf die erste Maschinenanstalt Mecklenburgs.
Ehmkendorf: Gutsbesitzer waren u. a. die Familien Röper (vor 1846), von Schack (bis 1912), Ullner und Eduard Jesse (bis 1945). Das Gutshaus stammt im Kern von um 1790 und erhielt 1864 sein heutiges Aussehen.
Der Förderverein Gutshaus Ehmkendorf bemühte sich seit 1996 um die Pflege des Anwesens, das seit 2007 ein Wildkräuterhotel beherbergt.

## Sehenswürdigkeiten
- Gutshaus Stubbendorf: 1904 von Paul Korff für  Hellmuth von Prollius im Jugendstil errichtet.
- Gutshaus Ehmkendorf (mit touristischer Nutzung) (von 1790)
- Bronzezeitliches Hügelgrab Stubbendorf
- Mittelalterlicher Turmhügel an der Recknitz (Störtebekerburg)
- Frühgeschichtlicher Abschnittswall „Schwedenschanze“
- Ehemalige Glashütte im Maibachtal (Produktion von 1764 bis 1768)
- Abschnitt Radfernweg Tessin – Marlow – Bad Sülze
- Stubbendorfer Wildapfelbaum in der Apfelbaumallee zwischen Stubbendorf und Ehmkendorf. Er steht ca. 1 Kilometer östlich von Stubbendorf im freien Feld und ist der älteste Wildapfelbaum Deutschlands. Eine Holztafel verweist auf ein Alter von ca. 400 bis 500 Jahren und einen Stammumfang von 4,5 m. Der Baum ist inzwischen auseinandergebrochen.[5]

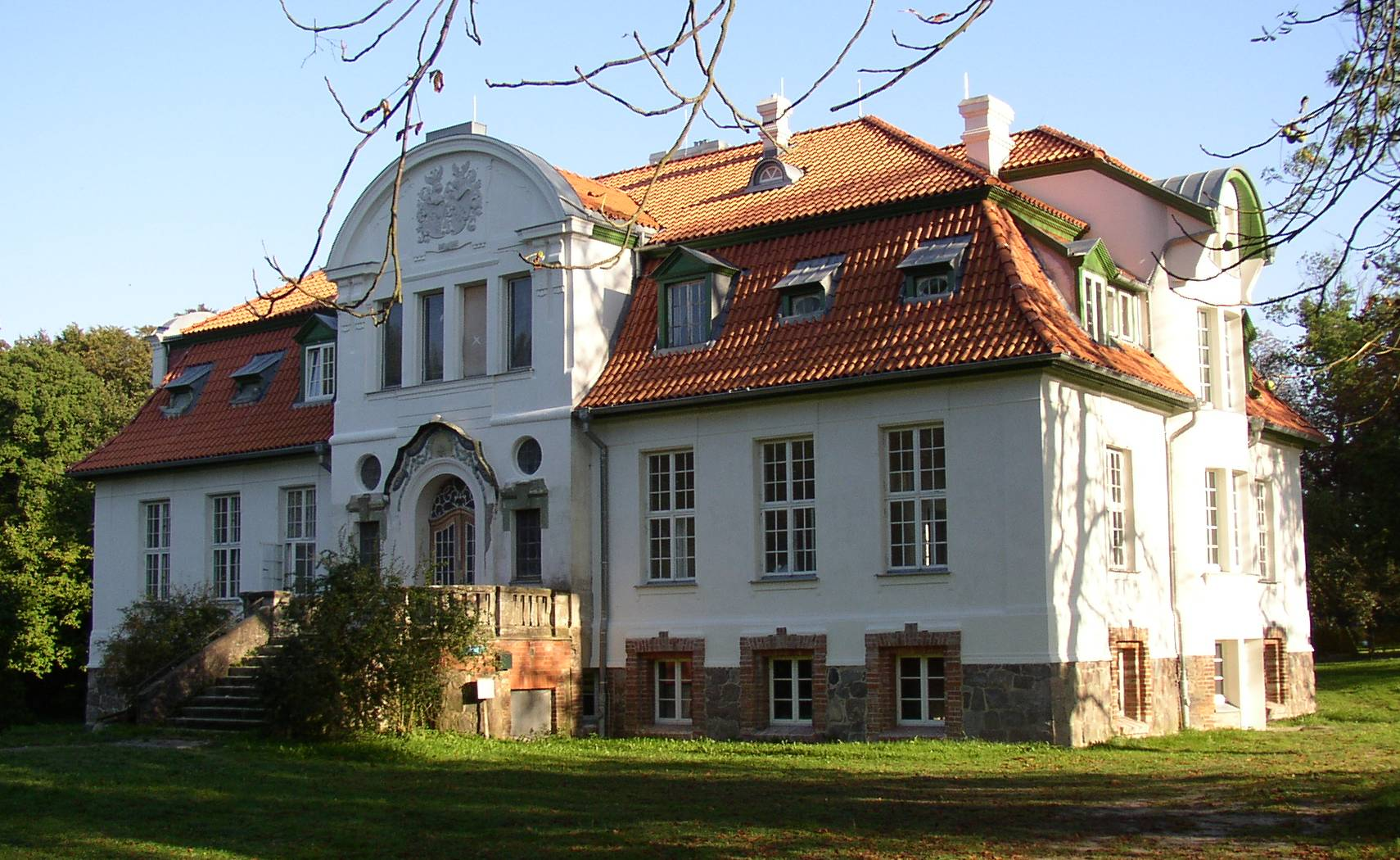
Gutshaus in Stubbendorf (von NW)
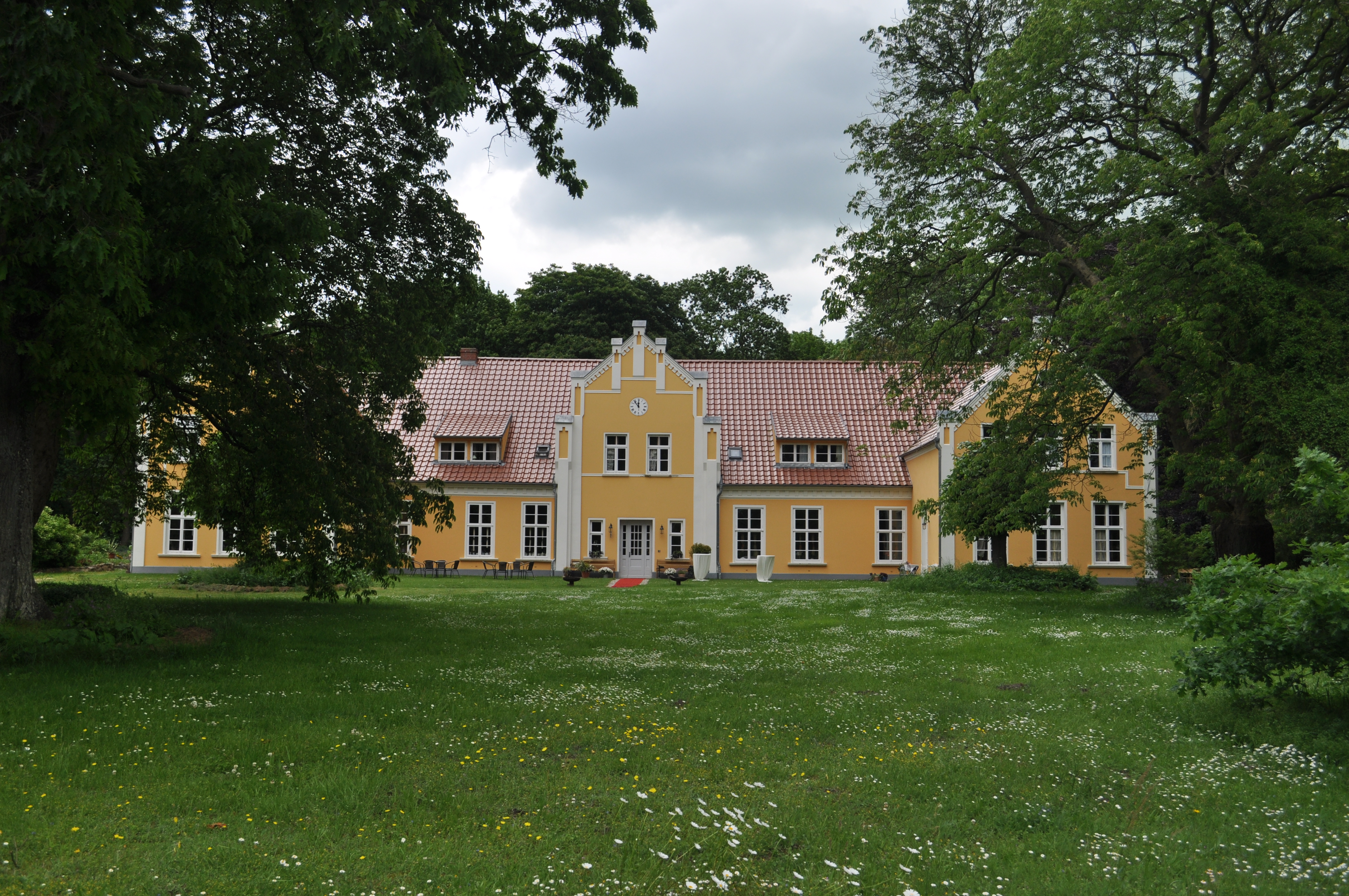
Gutshaus in Ehmkendorf (2010)
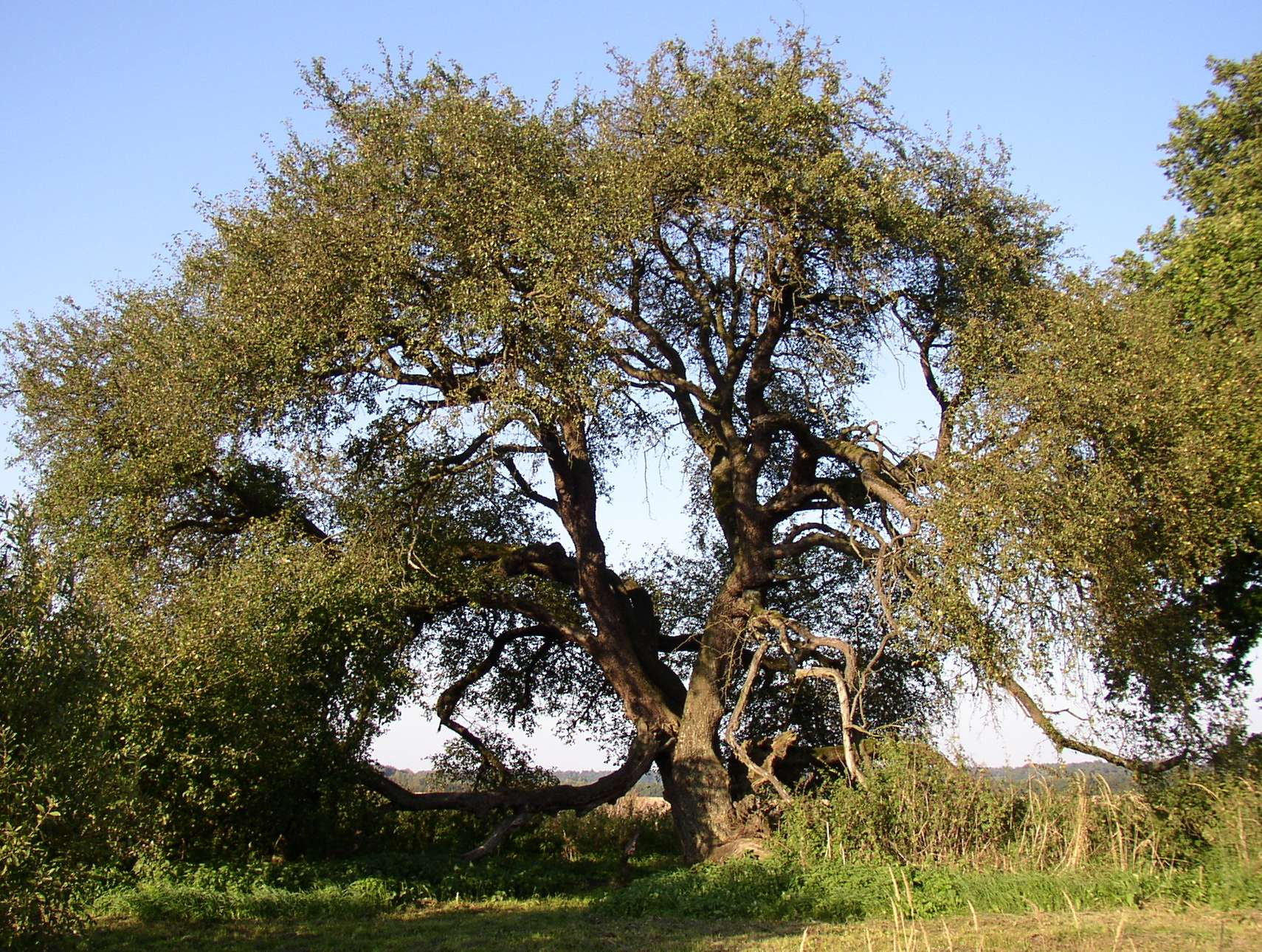
Ältester Wildapfelbaum Deutschlands

## Persönlichkeiten
- Max von Prollius (1826–1889), Gutsbesitzer und mecklenburgischer Staatsminister
- Emil von Bülow (1817–1903), 1843 bis 1846 Besitzer von Ehmkendorf
- Hellmuth Otto Maria von Prollius, 1911–1916 Provisor im Kloster Malchow, 1917–1918 letzter Klosterhauptmann im Kloster Dobbertin[6]